# مایکل تریسکوف
مایکل تریسکوف (انگلیسی: Michael Treschow؛ زادهٔ ۲۲ آوریل ۱۹۴۳) کارآفرین، بازرگان و مدیر ارشد اجرایی سوئدی است، که هم‌اکنون به عنوان رییس هیئت مدیره شرکت یونیلیور فعالیت می‌کند. وی همچنین از اعضای اصلی هیئت مدیره گروه آب‌ب نیز بشمار می‌آید.
تریسکو پیشینه مدیرعاملی شرکت‌های اطلس کوپکو و الکترولوکس را در کارنامه خود دارا می‌باشد. وی به جهت ریاست بلند مدت بر هیئت مدیره شرکت اریکسون مشهور می‌باشد.